# Didymodon barbulae
Didymodon barbulae är en bladmossart som beskrevs av August Wilhelm Eberhard Christoph Wibel och Roemer 1803. Didymodon barbulae ingår i släktet lansmossor, och familjen Pottiaceae. Inga underarter finns listade i Catalogue of Life.